# بیلی کمبل
ویلیام اولیور کمبل (انگلیسی: William Oliver Campbell؛ ‏ تلفظ نام‌خانوادگی: ‎/ˈkæmbəl/‎؛ ‏ زاده ۷ ژوئیه ۱۹۵۹) بازیگر اهل ایالات متحده آمریکا است.
او در تلویزیون برای بازی اش در سریال Once and Again، در نقش ریک ساملر، سریال ۴۴۰۰ در نقش جردن کلیر و دکتر جان فیلینگ در Tales of the City Miniseries شناخته شده‌است.
از برجسته‌ترین فیلم‌هایی که او بازی کرده است می‌توان به موشک‌زن، دراکولای برام استوکر و کافی اشاره کرد. کمبل در سریال شبکهٔ ای‌ام‌سی، کشتن، نقش دارِن ریچموند را به تصویر کشید.

## حرفه
کمبل بیشترین شهرتش را برای بازی در نقش ریک ساملر در سریال Once and Again در شبکهٔ ای‌بی‌سی به‌دست آورد. او برای بازی در این نقش، نامزد بهترین بازیگر مرد در سریال‌های دراماتیک شد. در میان نقش‌های شناخته شدهٔ دیگرش، دکتر جان فلیپ فیلدینگ یک همجنس‌گرا، در سه مینی سریال که از رمان Tales of the City اقتباس شده و در هفت قسمت از سریال او. سی. بازی کرده‌است.
او بعداً در یک نقش مشابه در ۴۴۰۰ به عنوان جردن کالییر در شبکهٔ یواس‌ای نتورک به بازی پرداخت.
فیلم‌های موفق او عبارتند از: موشک‌زن، دراکولای برام استوکر و کافی. کمبل همچنین در سال ۱۹۸۶ در سریال Crime Story در نقش کارگاه جویی ایندلی در شبکه ان‌بی‌سی نقشی مطلوب از خودش نشان داد. اولین نقش مهم بیلی کمبل در نقش لوک فولِر، معشوق استیون کارینگستون در بین فصل ۵ و آغاز فصل ۶ سریال دودمان بود. کمبل دومین انتخاب تهیه‌کننده جنگ ستارگان برای بازی در نقش ویلیام ویکر بود، اما او بخاطر جاناتان فرِیکس نقش را به‌دست نیاورد. کمبل بعد از آن به عنوان بازیگر مهمان در فصل دوم The Outrageous Okona ظاهر شد.
در سال ۲۰۰۰ در مجله پیپل در بین «۵۰ تن زیبای جهان» نام گرفت و در همان سال نیز در نقش حضرت موسی در مینی سریال در آغاز ایفای نقش کرد. اخیراً او در بازی کردن در نقش‌های منفی و شرور موفق بوده است؛ او چنین نقشی را به عنوان یک پروفسور متهم به تجاوز جنسی به دانش آموزان، در سریال نظم و قانون: واحد قربانیان ویژه در قسمتی از فصل ۶ بازی کرد. او نقش تد باندی، قاتل زنجیره‌ای آمریکایی را در فیلم تلویزیونی The Stranger Beside Me، و نقش یک قاتل متهم را در سریال تلویزیونی کوسه بازی کرد.
او همچنین در فیلم نویسنده بد بازی کرده‌است.

## زندگی شخصی
کمبل در چارلوت ویل ایالت ویرجینیا زاده شد و در مدرسهٔ Western Albemarle درس خواند. او داوطلبانه به عنوان بازیگر در برنامهٔ Young Storytellers شرکت کرد. او با بازیگر ستاره فیلم‌های جنایی، اِستفان لانگ دوستان صمیمی هستند. کمبل نقش ژنرال جورج پیکت را در فیلم Gods and Generals قسمتی که قبلاً لانگ در فیلم Gettysburg بازی کرده بود، به تصویر کشید. کمبل علاقه‌مند و مشتاق راگبی است و در تیم‌های Santa Monica Rugby Club و Chicago Lions RFC بازی کرده‌است.
به مدت ۵ سال با جنیفر کانلی از زمان همکاری مشترکشان با قرار می‌گذارند. والدینش هنگامی که او ۲ سال بیشتر سن نداشت از هم طلاق گرفتند.
کمبل با بازیگر زن، ویرجینیا ماَدسن از سال ۱۹۸۱ تا ۱۹۸۹ که با دَنی هُوستون ازدواج کرد، نامزد بود.
شخصیت «ریک ساَملِر» کمبل در سریال «Once and Again» رتبه ۳۶ را در لیست ۵۰ تن از بهترین پدران در سایت TV Guide به خود اختصاص داد. در اوایل ۲۰۰۵ او ۱۳ ماه بازیگری را کنار گذاشت و به قایقرانی به دور دنیا پرداخت. او به کارکنان کشتی پیکتون کاستل پیوست که کشتی از نووا سِکوتیا (یکی از بندار کانادا) حرکت کرد تا وسایل اهدایی و خیریه الزامی برای مدرسه را به مردم کنار اقیانوس جنوبی برسانند.